# 中国警察制度
中國警察制度起源參考自歐洲現代的警察制度，於晚清开始取代傳統的衙役制度。由於1949年後台海兩岸的分裂，而形成兩個制度不同的警察體系。

## 历史

### 古代
古代警政合一，軍警不分。警察的職能尚未集中於統一的機關，而是由軍隊、審判機關和行政機關所共同行使。

### 近代
中國近代警察制度創設的構想來自清末重臣劉坤一和張之洞，他們曾聯名上疏：「警察若設，則差役之害，可以永遠革除。此尤為更治之根基，除莠安良之長策。」
光緒二十四年六月初九（1898年7月27日），湖南保衛局正式開辦，機構完全仿照西方和日本警察機關。同年八月（9月）慈禧發動戊戌政變廢止變法，貶殺參與及實行變法的帝党分子，積極推行新法的湖南巡撫陳寶箴一行四十多人全被革職。湖南保衛局亦在成立三個月後的10月31日被裁撤，並被迫更名為保甲局。可是，湖南保衛局仍首開了中國近代警察史的先河。
中國直到光緒二十六年（1900年）八國聯軍攻入北京之時才正式設置警察。聯軍除軍事佔領外，為維持治安而設了有警察之實的安民公所。八國聯軍後，清廷見其頗有成效，又查列強在滬、津及漢口等地租界均設巡捕房，置任印度人和越南人爲巡捕，治安良好。於是模仿聯軍之制，於京設善後協巡營，後更名巡警總廳（或工巡總局），直屬皇帝，下設事務大臣一人專門負責，同時又下設工巡總監和副監各一人，輔助局務。總局內分爲工程和巡捕二局，各設局長分管。每局之下，各有警巡、隊長、巡長及巡捕若干人，負責管理警察事務和工程事務。因此，工巡總局實際上是管理市政、司法和警察的混合機構。同時，袁世凱在直隸保定設巡警分局，以巡警一職取代以前的保甲團練及捕快，正式建立專職的警察隊伍。袁世凱剛擔任直隸總督期間，積極推行朝廷新政，內容包括：增練常備軍、預備立憲、創辦巡警、正飭吏治、改良司法、提倡實業和廣興教育等等。在創辦巡警時，參照西方國家做法擬定章程，初步建立了較為規範的巡警制度。
光緒二十七年（1901年）清廷谕令各省裁汰綠營，改練巡警營。1902年，袁世凱在天津創辦巡警，為中國首次出現現代化警察制度的機構模型。由於袁世凱在天津創辦巡警成效顯著，清廷號召各地效仿，於是各地紛紛自辦警政。张之洞1902年在湖北设立的武昌警察总局，是中国第一个以‘警察’命名的机构。然而，由於清政府並無明確的指導計劃和方案，以致京師至各地雖積極嘗試摸索，但警政建設卻長期未上軌道。
光緒三十一年（1905年）九月，正式創設巡警部，统帅全国警政。次年改巡警部為民政部，另於其下設立警政司，接掌原巡警部职责。
光绪三十三年（1907）又於各省增設巡警道，为省级警政最高长官，以警务公所为省级最高警政机构，負責全省的警政。至此，清末中央和省两级警政体系初步建成。
預備立憲將警務列為分年應辦新政之一，勒令全國督撫定期實施，計自辛丑以至宣統遜國，十年之間，警察機關、警察學校及巡警教練所等在全國各大城市紛紛成立。
光绪二十七年（1901），清政府在京师成立警务学堂，聘请日本教官执掌教务，按照日本模式开展警察教学训练，此为中国警察学校之发端。光绪二十八年（1902），直隶总督袁世凯在保定创办警务学堂，在天津设立巡警学堂，1903年将保定警务学堂迁至天津，成立北洋巡警学堂，此为中国独立创办警察教育之始。光绪三十二年（1906），京师高等巡警学堂成立，培养高级警务人才，揭开中国高等警察教育的序幕。
“派出所”这个机构也是在清末出现的。1909年，清政府下令在京师内外城巡警总厅的分厅各区署下设立派出所。

### 中華民國

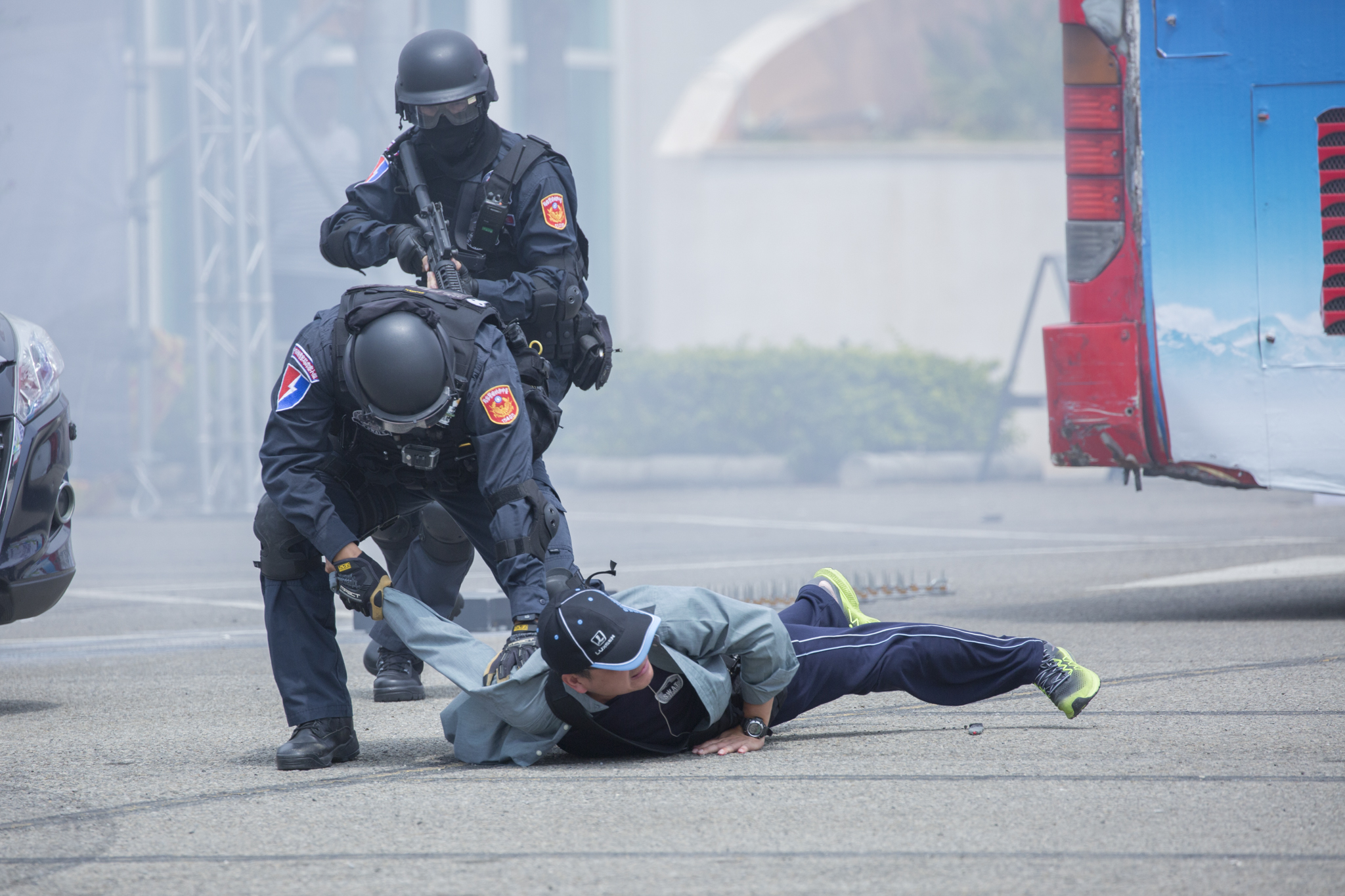
於災害防救演習中的中華民國特種警察

辛亥革命後，1912年1月3日中華民國臨時政府成立，在這段時間，中國不但進一步完備了從中央政府到地方政府的警察網，使之更趨嚴密，而且逐步完善了警察的內部管理體制以及社會管理職能。中華民國國民政府下設內務部，爲中央政府最高內務行政機關，總攬全國政務，部內設民治、職方、警政、土木、禮俗和衛生等六司，其中警政司掌理警察等事項。在首都南京，前清的江宁巡警路工总局仍被作为警察机关。而前清江南巡警学堂则被改为警务学校，由内务部直接管辖，俾为中央和省区警察机关培养警务人才。在地方政府中，原清政府的省級警察機構巡警道改名軍事巡警總廳。
1912年3月，民国政府徙置北京，北洋政府有鉴于此，对全国警政进行整顿，以实现警权集中、警制划一。在警政体制上，内务部下设警政司，作为全国警政管理最高机关；各省设立警务处，作为省级警政管理最高机关；京师设立警察厅，直隶于内务部。各地以京师为标准，在省会和重要商埠成立警察厅，在次要商埠设立警察局。在警力比较薄弱的农村，则借助保甲等组织管理乡村治安。在警政法制建设方面，从1912年至1915年，北洋政府相继颁行了一系列法规章程，有效提高了警政建设制度化和警务执法规范化程度。随着警察对社会服务面的不断扩大，司法警察、卫生警察、消防警察、铁路警察、矿业警察、水上警察等专业警察队伍，或应时而生，或在旧有基础上得到改良。
1917年，直隶于内务部的警官高等学校成立，以培养高级警务人才为宗旨。各省会城市设置警察传习所，对基层警官开展培训。县市则有巡警教练所，以短期培训班形式，对新招募的警员和普通在职巡警进行基本技能训练。
1922年2月，广州市长孙科按照美国模式改革市政，广州市政厅成立，广东省会警察厅改为广州市公安局。中国首次出现“公安局”这个称呼，并随北伐战争胜利步伐逐步向北传播。1927年5月，南京国民政府通令全国各级警察局一律改称公安局。
南京国民政府内政部是警政主要机关，下设警政司，具体执行警政管理。由于国民政府中央职能部门权限配置的局限，警政司实际上未能充分发挥其全国警察行政中心的功能。国民政府定都南京后，改原江苏省会警察厅为南京警察厅，嗣后相继更名为南京公安局、南京市公安局、南京特别市公安局、南京特别市市政府公安局。1929年11月首都警察厅成立，直辖于国民政府内政部。除南京以外，其余行政院直辖市均设立特别市公安局，各省会城市设立省会公安局，省辖市、县分别设立市、县公安局。九一八事变后，黄显声所领导的沈阳警察成为中国东北地区少數能打击日本军的武装力量之一，在缴械之后大多被殺。1937年1月，各级公安局统一更名为警察局。
1936年9月，浙江警官学校与在北平的警官高等学校合并成立中央警官学校，成为培养警政人才的最高学府。除南京本部以外，中央警官学校在西安、广州、迪化、重庆、北平、沈阳等地设有六个分校。
1937年7月，抗日戰爭全面爆發，中共在解放区开始建立公安機關。爲了維護陝甘寧邊區首府延安市的社會治安，中共在延安正式成立公安局，稱爲延安市公安局，1938年5月建立了由卅五人所組成的陝甘寧邊區人民警察，還成立了一所派出所。
1945年8月日本投降，中國抗日戰爭結束，1946年8月15日將內政部警政司擴大編制，改組為內政部警察總署。至1949年四月，中華民國政府南遷廣州，厲行中央政府機構緊縮，又將內政部警察總署縮編為內政部警政司，爾後中華民國政府在第二次國共內戰中失敗，喪失中國大陸的統治權，中央政府各機關撤往臺灣；至1972年開始恢復編制為內政部警政署，並與臺灣省警務處合署辦公，至1995年3月內政部警政署與臺灣省警務處分隸辦公。1999年7月1日實施臺灣省政府功能業務與組織調整後，原臺灣省政府警政廳人員及業務全數由內政部警政署承接。

### 中華人民共和國

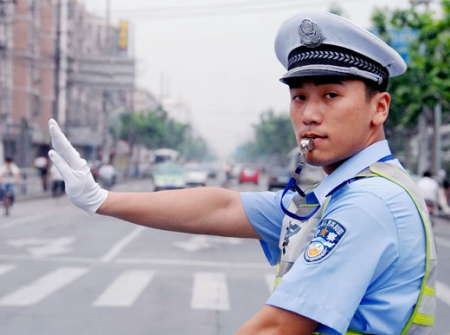
一名佩挂公安機關人民警察臂章的中華人民共和國交通警察

中華人民共和國的職業警察稱為中华人民共和国人民警察，简称人民警察、民警。其中细分为由公安部管理及领导的公安机关人民警察、由国家安全部管理及领导的国家安全机关人民警察、由司法部管理及领导的司法行政机关人民警察、由最高人民法院管理及领导的人民法院司法警察，由最高人民检察院管理及领导的人民检察院司法警察。
1949年7月8日和29日，中共中央書記處書記周恩來兩次主持中共中央彙報會議，討論情報和公安兩個部門的機構設置問題，決定由原中共中央社會部部長李克农協助羅瑞卿組建公安部，首先以中共中央华北局社會部全體人員加上中共中央社會部的部分人員，作爲組建公安部的基礎。同年10月9日，中央人民政府委员会任命罗瑞卿爲中央人民政府公安部部長，任命原華北局社會部部長杨奇清爲公安部副部長，協助羅瑞卿工作。爲統一警察的名稱，同時为去除「警察」一词在人民心目中的不良观感，政務院總理周恩來批示各種警察一律通稱為「人民警察」。